# Strada di classe G
La strada di classe G è una classe di strade istituita in Polonia e formalizzata nel Dziennik Ustaw numero 43 posizione 430 del 2 marzo 1999. Le strade di categoria G possono essere statali, voivodatali oppure distrettuali.
| Velocità progettata [km/h]                                                                    | Velocità progettata [km/h]                                                                    | Velocità progettata [km/h]                                                                    | 50        | 60        | 70        |
| Larghezza minima della strada fra le linee di demarcazione [m]                                | 1 carreggiata                                                                                 | 2 corsie                                                                                      | 25        | 25        | –         |
| Larghezza minima della strada fra le linee di demarcazione [m]                                | 2 carreggiate                                                                                 | 4 corsie                                                                                      | 35        | 35        | –         |
| Larghezza minima della strada fra le linee di demarcazione [m]                                | 2 carreggiate                                                                                 | 6 corsie                                                                                      | 45        | 45        | –         |
| Larghezza minima della strada fra le linee di demarcazione al di fuori dei centri abitati [m] | 1 carreggiata                                                                                 | 2 corsie                                                                                      | 25        | 25        | 25        |
| Larghezza minima della strada fra le linee di demarcazione al di fuori dei centri abitati [m] | 2 carreggiate                                                                                 | 4 corsie                                                                                      | 35        | 35        | 35        |
| Larghezza delle corsia [m]                                                                    | nel centro abitato                                                                            | nel centro abitato                                                                            | 3,5       | 3,5       | –         |
| Larghezza delle corsia [m]                                                                    | al di fuori dei centri abitati                                                                | al di fuori dei centri abitati                                                                | 3,0 – 3,5 | 3,0 – 3,5 | 3,0 – 3,5 |
| Distanza minima fra gli incroci [m]                                                           | nel centro abitato                                                                            | nel centro abitato                                                                            | 500       | 500       | –         |
| Distanza minima fra gli incroci [m]                                                           | al di fuori dei centri abitati                                                                | al di fuori dei centri abitati                                                                | 800       | 800       | 800       |
| Lunghezza massima del tratto rettilineo [m]                                                   | Lunghezza massima del tratto rettilineo [m]                                                   | Lunghezza massima del tratto rettilineo [m]                                                   | –         | 1000      | 1200      |
| Lunghezza minima del tratto rettilineo tra i tratti curvi con i sensi di ritorno coerenti [m] | Lunghezza minima del tratto rettilineo tra i tratti curvi con i sensi di ritorno coerenti [m] | Lunghezza minima del tratto rettilineo tra i tratti curvi con i sensi di ritorno coerenti [m] | –         | 250       | 300       |
| Larghezza del ciglio della strada sterrato [m]                                                | Larghezza del ciglio della strada sterrato [m]                                                | Larghezza del ciglio della strada sterrato [m]                                                | 1,25      | 1,25      | 1,25      |
| Larghezza del ciglio della strada asfaltato [m]                                               | Larghezza del ciglio della strada asfaltato [m]                                               | Larghezza del ciglio della strada asfaltato [m]                                               | 2,0       | 2,0       | 2,0       |
| Distanza minima fra il marciapiede ed il bordo della strada [m]                               | Distanza minima fra il marciapiede ed il bordo della strada [m]                               | Distanza minima fra il marciapiede ed il bordo della strada [m]                               | 3,5       | 3,5       | 3,5       |
| Altezza minima della sagoma limite [m]                                                        | Altezza minima della sagoma limite [m]                                                        | Altezza minima della sagoma limite [m]                                                        | 4,6       | 4,6       | 4,6       |